# Comăna
Comăna là một xã thuộc hạt Brașov, România. Dân số thời điểm năm 2002 là 2625 người.